# Venaison
La venaison - appelée aussi viande de gibier, viande noire, ou viande de bois (au Canada) - est une viande dont la concentration en myoglobine dans les fibres musculaires est supérieure à celle de la viande rouge et à celle de la viande blanche. La différence réside aussi dans la teneur en fer, qui est deux fois plus importante dans les viandes de couleur rouge foncé ou noirâtre (et non pas dans la composition des protéines). Elle regroupe généralement les chairs issues de divers gibiers comme les cervidés, le sanglier, le lièvre ou la caille,.

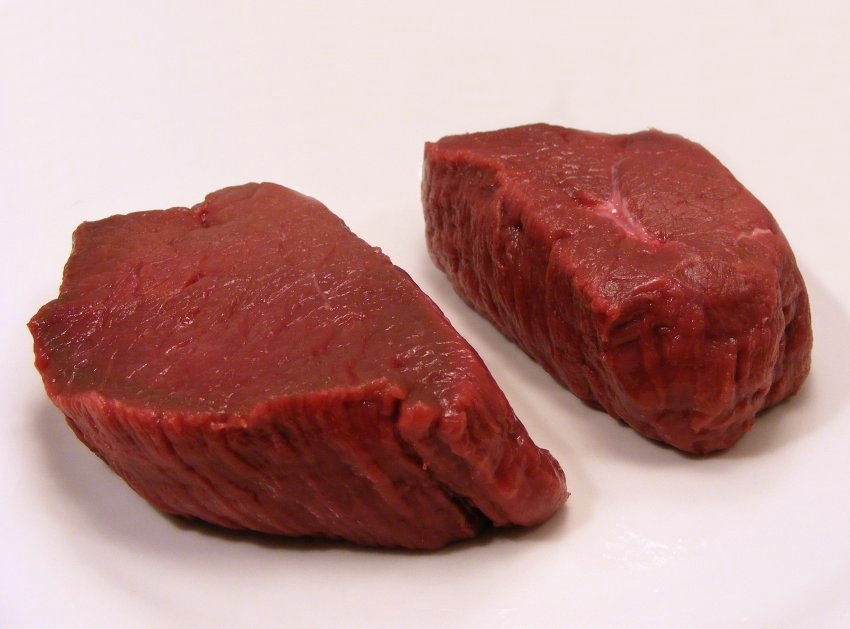
Steaks de cervidé.
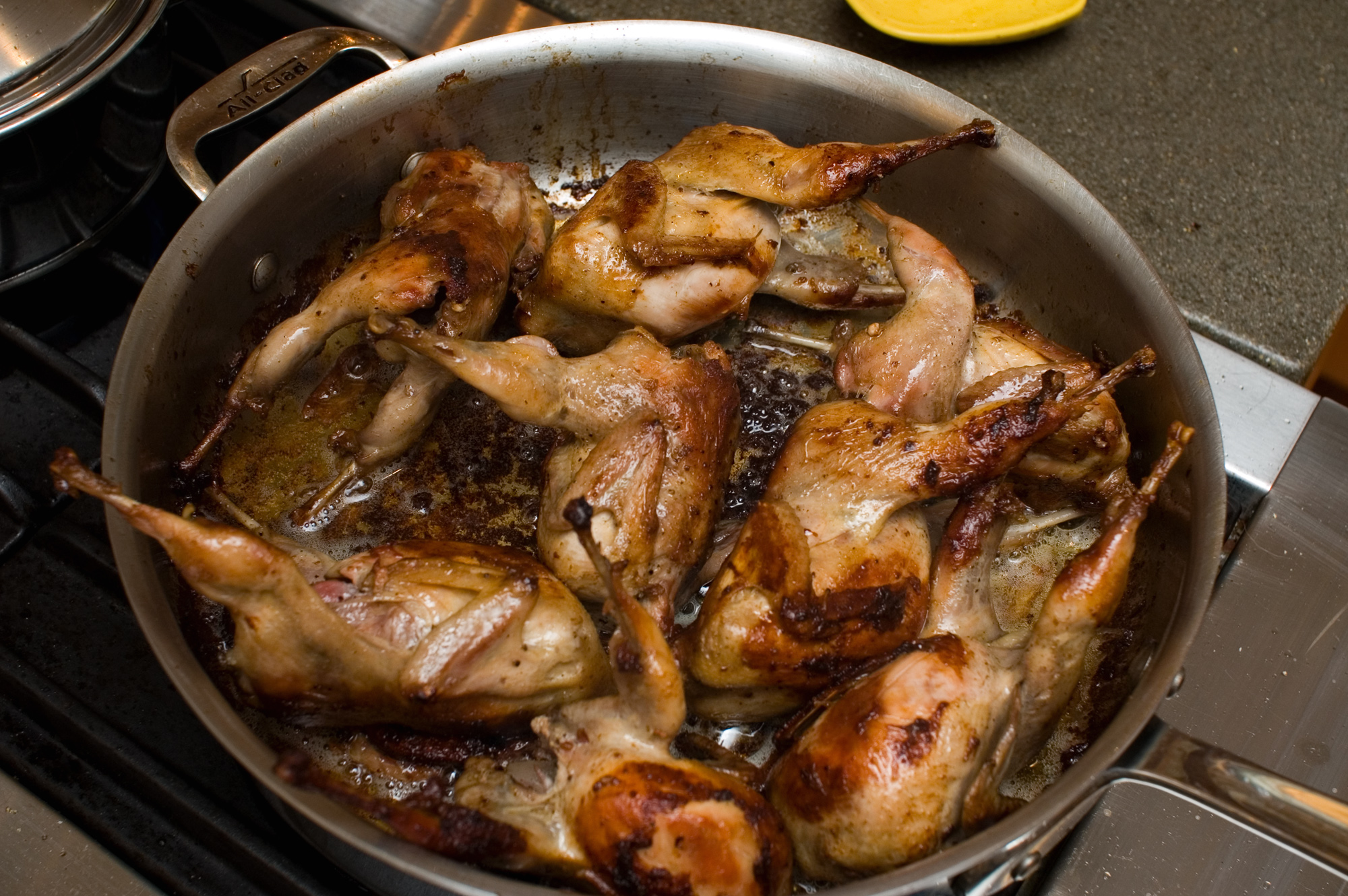
Carcasses de caille.